# Ренвільська угода
Ренвільська угода (індонез. Perjanjian Renville, нід. Renville-overeenkomst) — мирна угода між Нідерландами та Індонезією, укладена 1948 року за посередництва Ради безпеки ООН, й завершила Першу колоніальну війну (за індонезійською історіографією) або «першу поліцейську акцію» (назва, вживана у голландській історіографії).

## Передумови
Після капітуляції Японії у Другій світовій війні індонезійські патріоти на чолі з Сукарно вирішили проголосити незалежність країни, що й сталось 17 серпня 1945 року. Утім Нідерланди, прагнучи не допустити розвалу своєї колоніальної імперії, за підтримки Великої Британії почали військові дії, що завершились у березні 1947 року підписанням Лінгаджатської угоди, відповідно до якої Нідерланди де-факто визнали існування незалежної Індонезійської республіки.
Утім вже наприкінці травня в Індонезії почалась політична криза, спровокована вимогами нідерландської колоніальної адміністрації щодо передачі до її рук усіх найважливіших політично-адміністративних функцій. Уряд Сукарно відкинув ті вимоги та розпочав формувати Національну армію Індонезії. У відповідь 20 липня 1947 року Нідерланди денонсували Лінгаджатську угоду й відновили воєнні дії на території Індонезії.

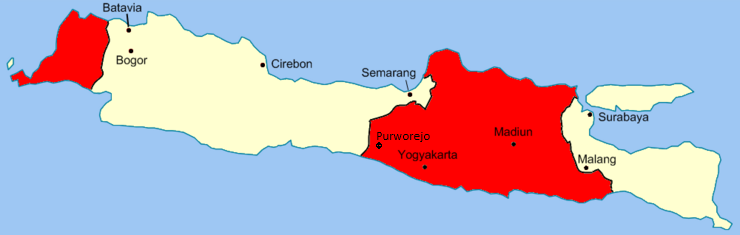
Лінія ван Моока на Яві. Території, позначені червоним кольором, перебували під контролем індонезійських сил

Для посередництва у розв'язанні конфлікту Рада безпеки ООН створила Комітет добрих послуг, до складу якого увійшли представники Бельгії, Австралії та США. 29 серпня 1947 року Нідерланди оголосили про створення так званої «лінії ван Моока» (за іменем тогочасного генерал-губернатора Голландської Ост-Індії Губерта Йоганнеса ван Моока). Нідерланди погоджувались залишити у складі Індонезії приблизно третю частину острова Ява й більшу частину Суматри, натомість від республіки відтинались найважливіші продовольчі й нафтоносні райони, а також найбільші морські порти.
З кінця 1947 року голландська «поліцейська акція» почала зазнавати невдач. Індонезійські республіканські війська захопили низку районів. За тих умов активізувались миротворчі зусилля ООН.

## Перемовини
Перемовини під егідою «Комісії добрих послуг» розпочались 8 грудня 1947 року в порту Батавії на борту американського військового судна «Ренвілл». Індонезійську делегацію очолював прем'єр-міністр Амір Шарифуддін, голландську — генерал ван Вреденбург. Перемовини проходили важко, причому Комісія добрих послуг частіше фактично виступала на боці Нідерландів, наполягаючи на прийнятті республіканцями Лінії ван Моока в якості лінії розмежування між двома арміями.

## Угода
Ренвільська угода була підписана 17 січня 1948 року. Вона складалась із власне угоди про перемир'я, 12-ти політичних принципів, що визначали процедуру й характер подальших перемовин і шести додаткових принципів Комісії добрих послуг. Умови Ренвільської угоди для Індонезії були більш важкими, ніж умови Лінгаджатської угоди. Лінією розмежування військ стала Лінія ван Моока. Угодою визнавався суверенітет Нідерландів над усією територією Індонезії до створення передбачених Лінгаджатською угодою Сполучених Штатів Індонезії, в яких республіка була б одним зі штатів.

## Наслідки
На короткий проміжок часу встановився мир. Нідерланди продовжували блокаду Індонезії. Утім 18 вересня 1948 року в Індонезії сталось збройне повстання прибічників лівих політичних сил республіки проти уряду на чолі з Мохаммадом Хаттою. Це призвело до послаблення індонезійських республіканських сил. Скориставшись цим, Голландія вирішила раз і назавжди захопити Ост-Індію. 19 грудня 1948 року Ренвільська угода була оголошена такою, що втратила чинність, і голландці почали «Другу колоніальну війну» або ж «другу поліцейську акцію», провалом якої завершилась війна за незалежність Індонезії, й вона була визнана незалежною державою.